# Marseillette

Marseillette este o comună în departamentul Aude din sudul Franței. În 1 ianuarie 2022 avea o populație de 706 de locuitori.